# Фестивал хумора за децу у Лазаревцу
Фестивал хумора за децу у Лазаревцу је међународна културна манифестација која се сваке године одржава у Лазаревцу, Србија. Основан је 1988. године, а организатори су Библиотека „Димитрије Туцовић“ и општина Лазаревац. Фестивал има за циљ промоцију дечјег стваралаштва, књижевности и хумора, окупљајући писце, уметнике и децу из Србије и региона.

## Програм и активности
Фестивал је први пут одржан 1988. године . Током година, манифестација је постала препознатљив догађај у културном календару Лазаревца, привлачећи пажњу јавности и медија.
Фестивал траје неколико дана у септембру и обухвата различите активности:
- Kњижевни сусрети и радионице са познатим писцима за децу
- Ревије дечјих драмских група
- Изложбе дечјих радова
- Kреативне радионице за основце и средњошколце
- Kликеријада за најмлађе
- Поворка маскиране и костимиране деце
- Стручни скупови посвећени дечјем стваралаштву
- Стручни скупови посвећени дечјем стваралаштву

Један од најзапаженијих догађаја је традиционални маскенбал, који се одржава последњег дана фестивала.

## Награде
Током фестивала додељује се неколико престижних награда:
Златно Гашино перо: за изузетан допринос фестивалу и радост детињства
Сребрно Гашино перо: за најдуховитију књигу за децу на српском језику објављену између два фестивала
Награда „Плава патка“ за најбољег младог глумца и глумицу. 
2024. године, Златно Гашино перо додељено је писцу Бошку Ломовићу, док је Сребрно Гашино перо припало Драгани Младеновић за књигу „Игра скривања“.

## Организација
Фестивал организују Библиотека „Димитрије Туцовић“ и општина Лазаревац, уз подршку локалних школа, културних институција и медија. Манифестација има међународни карактер, окупљајући учеснике из различитих земаља.